# 奄美基地
奄美基地（あまみきち、JMSDF Amami Naval Base）は、鹿児島県大島郡瀬戸内町古仁屋船津27に所在する海上自衛隊佐世保地方隊の基地であり、奄美基地分遣隊が配置されている。

## 沿革
奄美基地分遣隊は、1962年（昭和37年）2月1日に佐世保防備隊隷下で新編、1970年（昭和45年）10月1日に佐世保警備隊隷下に編成替えとなった。1992年（平成4年）11月24日には特務船「むづき」（乗員25名）が配属された。「むづき」が1997年（平成9年）2月27日に除籍された後は、25t型交通船を運用しており、2013年時点の隊員数は23名。隊長は2等海佐又は3等海佐が充てられている。
奄美大島は、戦前は大日本帝国海軍の基地が置かれており、連合艦隊の錨泊地・集結地でもあった。海上自衛隊においても、自衛隊ペルシャ湾派遣部隊が、北東部の笠利湾を集結地とし、この地で部隊編成を整えて、海上自衛隊による初の海外派遣へと出発した。
奄美諸島周辺海域は、中華人民共和国との緊張関係の最前線にあり、九州南西海域工作船事件における朝鮮民主主義人民共和国工作船との交戦現場や、東シナ海ガス田問題で中国が設置した油井が近くにある。漢級原子力潜水艦領海侵犯事件では、奄美諸島の沖合を漢級原子力潜水艦が潜航したまま逃走した。奄美基地は、補給や休養・悪天候時の避難港として好立地であり、有事の際は前進基地、補給基地として活用できる。
瀬戸内町では、2005年（平成17年）10月に、「海上自衛隊の強化と新たな部隊等の誘致を推進する議員連盟」が活動を開始し、奄美基地分遣隊の拡充と、将来的な艦船の常駐を求めるとしている。2013年5月31日には、陸上自衛隊の新規配置と共に要請が行われた。

## 配置部隊
- （佐世保地方隊）
  - （佐世保警備隊）
    - 奄美基地分遣隊（総務科・警備科・補給科）[3]